# Ewa Spychaj-Fabisiak
Ewa Urszula Spychaj-Fabisiak (ur. 22 października 1953 w Bydgoszczy) – profesor nauk rolniczych, nauczyciel akademicki Uniwersytetu Technologiczno-Przyrodniczego im. Jana i Jędrzeja Śniadeckich w Bydgoszczy, specjalności naukowe: chemia gleb, chemia rolna.

## Życiorys
W 1977 ukończyła studia na kierunku chemia w Akademii Techniczno-Rolniczej im. J. J. Śniadeckich w Bydgoszczy, gdzie w 1986 na Wydziale Rolniczym na podstawie rozprawy pt. Ulatnianie amoniaku z gleby jako jedna z możliwości strat azotu uzyskała stopień naukowy doktora nauk rolniczych. Tam też na podstawie dorobku naukowego oraz monografii pt. Modelowanie procesów wymywania przyswajalnych związków azotu w zależności od właściwości gleb otrzymała w 2001 stopień doktora habilitowanego nauk rolniczych dyscyplina: agronomia specjalność: gleboznawstwo. W 2012 nadano jej tytuł profesora nauk rolniczych.
Została profesorem Uniwersytetu Technologiczno-Przyrodniczego im. Jana i Jędrzeja Śniadeckich w Bydgoszczy (Wydział Rolnictwa i Biotechnologii; Katedra Biogeochemii i Gleboznawstwa). Była kierownikiem Katedry Chemii Rolnej na tym wydziale oraz dziekanem tego wydziału. Została zastępcą przewodniczącego Komitetu Gleboznawstwa i Chemii Rolnej PAN.
W 2019 została członkiem Rady Doskonałości Naukowej I kadencji w dyscyplinie rolnictwo i ogrodnictwo.